# Араужу, Мартинью ди
Мартинью ди Араужу (порт. Martinho de Araújo; род. 26 июля 1973, Дили) — восточнотиморский тяжелоатлет. Участник летних Олимпийских игр 2000 года.

## Биография
Мартинью ди Араужу родился 26 июля 1973 года в индонезийском городе Дили (сейчас в Восточном Тиморе).
В 1999 году после индонезийской интервенции в провозгласивший независимость Восточный Тимор стал беженцем. После возвращения обнаружил, что его тренировочное снаряжение пришло в негодность. Из-за этого использовал на тренировках самодельные штанги: банки из-под краски, заполненные цементом и соединённые  металлическим стержнем.
В 2000 году в числе четырёх спортсменов из Восточного Тимора в связи с отсутствием в стране национального олимпийского комитета вошёл в состав сборной индивидуальных олимпийских атлетов на летних Олимпийских играх в Сиднее. В весовой категории до 56 кг занял последнее, 20-е место, подняв в сумме двоеборья 157,5 кг (67,5 кг в рывке, 90 кг в толчке), уступив 147,5 кг завоевавшему золото Халилю Мутлу из Турции.
В 2002 году участвовал в летних Азиатских играх в Пусане. В весовой категории до 56 кг занял последнее, 13-е место с результатом 157,5 кг (67,5 кг в рывке, 90 кг в толчке).